# ترزا پالمر
مری ترزا پالمر (به انگلیسی: Mary Teresa Palmer) (زاده ۲۶ فوریه ۱۹۸۶) بازیگر استرالیایی است. وی بیشتر به خاطر بازی در فیلم‌های شاگرد جادوگر، کینه ۲ و امشب منو ببر خونه شناخته شده‌است.
در تاریخ ۳۱ اوت ۲۰۱۴ در جریان افشای تصاویر برهنه افراد مشهور به خاطر هک شدن برنامه ICloud شرکت اپل، تعداد زیادی تصاویر برهنه در حال حمام از او در فضای مجازی منتشر شد و خود او نیز صحت این تصاویر را پذیرفت.
.

## فیلم‌شناسی
فهرست برخی از فیلم‌هایی که ترزا پالمر در آنها به ایفای نقش پرداخته‌است:
- برکه گرگ (فیلم) (۲۰۰۵)
- کینه ۲ (۲۰۰۶)
- پسران دسامبر (۲۰۰۷)
- داستان‌های زمان خواب (۲۰۰۸)
- شاگرد جادوگر (۲۰۱۰)
- من شماره چهار هستم (۲۰۱۱)
- امشب منو ببر خونه (۲۰۱۱)
- کاش اینجا بودی (۲۰۱۲)
- بدن‌های گرم (فیلم) (۲۰۱۳)
- قطعات در هر میلیارد (۲۰۱۳)
- کاتبنک (۲۰۱۴)
- مرا سه بار بکش (۲۰۱۴)
- از آن پس (۲۰۱۴)
- شوالیه جام‌ها (۲۰۱۵)
- نقطه فروپاشی (۲۰۱۵)
- انتخاب (۲۰۱۶)
- تریپل ناین (۲۰۱۶)
- ساعت خاموشی(۲۰۱۶)
- ستیغ هک‌سا (۲۰۱۶)
- پیامی از سوی شاه (۲۰۱۶)
- ۲: ۲۲ (۲۰۱۷)
- مثل یک دختر سواری کن (۲۰۱۹)